# Pyrinia castaneata
Pyrinia castaneata es una especie de polilla de la familia Geometridae. La especie fue descrita por primera vez por Rogenhofer y  habiendo sido descrita en 1875, con distribución en Brasil. El sintipo de la especie fue descrita en el estado de Amazonas.